# Павлова
Павлова (слч. Pavlová, мађ. Garampáld) насељено је мјесто са административним статусом сеоске општине (слч. obec) у округу Нове Замки, у Њитранском крају, Словачка Република.

## Становништво
| Година:    | 1994. | 2004.    | 2014.    | 2024.    |
| ---------- | ----- | -------- | -------- | -------- |
| Број људи: | 323   | 274      | 236      | 205      |
| Разлика:   |       | -15,17 % | -13,86 % | -13,13 % |

| Година:    | 2023. | 2024.  |
| ---------- | ----- | ------ |
| Број људи: | 200   | 205    |
| Разлика:   |       | +2,5 % |

Према подацима о броју становника из 2011. године насеље је имало 249 становника.